# Адміністративний устрій Гребінківського району
Адміністративний поділ Гребінківського району — адміністративно-територіальний поділ Гребінківського району на 1 міську громаду і 14 сільських рад, які об'єднують 42 населених пунктів.

## Список громадГребінківського району
- Гребінківська міська громада

## Список сільських радГребінківського району
| №  | Назва                         | Центр            | Населені пункти                                                   | Площа км² | Місце за площею | Населення (2001), чол. | Місце за населенням |
| -- | ----------------------------- | ---------------- | ----------------------------------------------------------------- | --------- | --------------- | ---------------------- | ------------------- |
| 1  | Березівська сільська рада     | c. Березівка     | c. Березівка с. Корніївка                                         |           |                 |                        |                     |
| 2  | Григорівська сільська рада    | c. Григорівка    | c. Григорівка с. Писарщина                                        |           |                 |                        |                     |
| 3  | Короваївська сільська рада    | c. Короваї       | c. Короваї с. Лутайка                                             |           |                 |                        |                     |
| 4  | Кулажинська сільська рада     | c. Кулажинці     | c. Кулажинці                                                      |           |                 |                        |                     |
| 5  | Майорщинська сільська рада    | c. Майорщина     | c. Майорщина с. Сліпорід-Іванівка                                 |           |                 |                        |                     |
| 6  | Наталівська сільська рада     | c. Наталівка     | c. Наталівка с. Олексіївка                                        |           |                 |                        |                     |
| 7  | Овсюківська сільська рада     | c. Овсюки        | c. Овсюки с. Покровщина                                           |           |                 |                        |                     |
| 8  | Олександрівська сільська рада | c. Олександрівка | c. Олександрівка с. Високе с. Осавульщина с. Павлівщина с. Сімаки |           |                 |                        |                     |
| 9  | Почаївська сільська рада      | c. Почаївка      | c. Почаївка с. Бесідівщина с. Сотницьке с. Новоселівка с. Скочак  |           |                 |                        |                     |
| 10 | Рудківська сільська рада      | c. Рудка         | c. Рудка с. Горби                                                 |           |                 |                        |                     |
| 11 | Сербинівська сільська рада    | c. Сербинівка    | c. Сербинівка с. Грушківка с. Саївка                              |           |                 |                        |                     |
| 12 | Стукалівська сільська рада    | c. Стукалівка    | c. Стукалівка с. Михайлівка                                       |           |                 |                        |                     |
| 13 | Тарасівська сільська рада     | c. Тарасівка     | c. Тарасівка                                                      |           |                 |                        |                     |
| 14 | Тополівська сільська рада     | c. Тополеве      | c. Тополеве с. Відрадне с. Світанок                               |           |                 |                        |                     |

* Примітки: м. — місто, с. — село

## Колишні населені пункти
- Кудлаї (до 1978)
- Перше Травня (до 1986)
- Чапаєве (між 1965 та 1968)
- Окіп († 2006)[1]